# 11870 Sverige
A 11870 Sverige (ideiglenes jelöléssel 1989 TC3) a Naprendszer kisbolygóövében található aszteroida. Eric Walter Elst fedezte fel 1989. október 7-én.